# Enjoy Yourself
Pour l’article homonyme, voir Enjoy Yourself (album de Kylie Minogue).
Singles de Jacksons
All I Do Is Think of You
(1975) Show You the Way to Go
(1976)
Pistes de The Jacksons
Think Happy
(2)
Enjoy Yourself est le premier single extrait de l'album The Jacksons des Jacksons. Ce single, sorti le 29 octobre 1976, a été écrit par Kenneth Gamble et Leon Huff ; il est du genre soul. La chanson s'est classée 2e au classement R&B américain. 